# La Pantoufle dorée
Pour plus de détails, voir Fiche technique et Distribution.
La Pantoufle dorée (Historia żółtej ciżemki littéralement L'Histoire des babouches jaunes) est un film polonais d'époque, en couleurs et en costumes, de Sylwester Chęciński, réalisé en 1961.
Il adapte à l'écran le roman éponyme pour la jeunesse, d'Antonina Domańska. Mêlant des faits historiques avec un conte fantastique, ce film offre son premier rôle à l'acteur polonais Marek Kondrat, âgé de 11 ans.

## L'intrigue
Le film se déroule au Moyen Âge, au cours de la seconde moitié du XVe siècle et se situe dans la ville de Cracovie, à l'aube de la Renaissance. L'histoire remonte à environ cinq siècles, en pleine période de reconstruction de la basilique Sainte-Marie de Cracovie au temps du roi de Pologne, grand-duc de Lituanie Casimir IV Jagellon. Le roi vient de commander au célèbre artiste sculpteur gothique Veit Stoss, un grand retable monumental pour la cathédrale. Le héros est un très jeune garçon, nommé Wawrzek. Son passe-temps favori est le travail du bois, avec un indéniable don artistique. Wawrzek décide de quitter Poręba, son village natal au Sud-Est de la Pologne, pour se rendre à Cracovie. En chemin, il doit faire face au bandit noir Raphaël puis doit supplier les gardiens des portes de Cracovie de lui permettre d'accéder à la ville. Wawrzek parvient enfin à entrer dans l'enceinte de la capitale. Il doit alors se rendre à l'atelier de Veit Stoss et fait connaissance avec son équipe de sculpteurs. Wawrzek peut désormais développer ses talents, sous la direction du maître incontesté de la sculpture sur bois monumentale. Il a l'honneur de prendre part à la réalisation du retable de l'autel Sainte-Marie. Un jour, le maître Veit Stoss se rend au palais du roi Casimir Jagellon. Ce dernier décide de venir sur place, mesurer en personne l'avancement des travaux. Émerveillé par l'œuvre, le roi souhaite récompenser Wawrzka qui est l'un des meilleurs et plus productif artisans de l'atelier, malgré son très jeune âge. Le garçon demande au roi, une paire de pantoufles dorées. Ces luxueuses chaussures offertes par le roi, représentent le plus beau rêve du jeune garçon. Toutefois, au cours de la cérémonie de dévoilement de l'autel, on découvre que la statue de Saint Stanislas a perdu sa crosse. Wawrzek parvient à trouver une solution de dernière minute mais en escaladant le retable jusqu'à son sommet, il perd l'une de ses chères pantoufles dans les interstices de l'immense autel. Le garçon est désespéré ; il sait qu'il n'existe aucun espoir de récupérer son trésor... Mais il reste fier d'avoir sauvé la cérémonie.

## Fiche technique
- Titre original : Historia żółtej ciżemki
- Réalisation : Sylwester Chęciński
- Scénario : Zdzisław Skowroński et Wanda Żółkiewska d'après le roman d'Antonina Domańska
- Durée : 82 min.
- Sortie : 28 décembre 1961 (Pologne)
- Langue originale : polonais
- Pays d’origine : Pologne
- Musique : Zbigniew Turski
- Création des costumes : Alicja Waltos
- Chef opérateur image : Kazimierz Konrad
- Montage : Janina Niedźwiecka

## Distribution
- Marek Kondrat : Wawrzek
- Gustaw Holoubek : le maître sculpteur Veit Stoss
- Beata Tyszkiewicz : Sophie
- Bronisław Pawlik : Gregorius
- Bogumił Kobiela : Froncek
- Ignacy Machowski : Maître Paul
- Tadeusz Białoszczyński : le roi Casimir IV Jagellon
- Mieczysław Czechowicz : le gardien des portes de Cracovie
- Bogdan Baer : Ignace
- Andrzej Szczepkowski : le bandit noir Raphaël
- Adam Pawlikowski : un héraut
- Michał Szewczyk : Kudraś
- Aleksander Fogiel : le gardien des portes de Myślenice, faubourg de Cracovie.
- Janusz Kłosiński : le tuteur de Wawrzek

## Autour du film
Le climat doux-amer, nostalgique et féérique ainsi que les décors et la mise en scène à la fois poétique et parfois grandiose, laissent transparaître une certaine influence des grands classiques cinématographiques en noir et blanc des précurseurs du cinéma de l'Est comme Sergueï Eisenstein, Fritz Lang avec Les Nibelungen ou encore Ingmar Bergman pour Le Septième Sceau. Après ce film populaire, l'acteur Marek Kondrat mène une carrière à succès dans son pays et deviendra un acteur majeur du cinéma polonais.
Ce film a été diffusé par la télévision française ORTF durant les années 1960 et au tout début des années 1970, dans une version noir et blanc doublée en français, principalement dans le cadre des programmes destinés à la jeunesse. 
La version française du film est introuvable en vidéo tant en cassette VHS qu'en DVD. La version originale a été éditée dans la collection Platynowa Kolekcja Polskiego Kina (Collection de platine du cinéma polonais).
Il est toutefois visible sur la plate forme YouTube : La pantoufle dorée.